# Капусцяки
Капусцяки (пол. Kapuściaki) — село в Польщі, у гміні Мокободи Седлецького повіту Мазовецького воєводства.
Населення — 75 осіб (2011).
У 1975-1998 роках село належало до Седлецького воєводства.

## Демографія
Демографічна структура станом на 31 березня 2011 року:
|          | Загалом | Допрацездатний вік | Працездатний вік | Постпрацездатний вік |
| -------- | ------- | ------------------ | ---------------- | -------------------- |
| Чоловіки | 39      | 14                 | 18               | 7                    |
| Жінки    | 36      | 10                 | 16               | 10                   |
| Разом    | 75      | 24                 | 34               | 17                   |